# 聰明行動族
聰明行動族（英语：smart mob）是個由霍華德．瑞格德的書《聰明行動族─下一場社會革命》中闡述的概念。瑞格德認為，聰明行動族顯示出了可使加強人民力量的通訊技術正不斷地進化中。
這些成長中的技術包括網際網路、IRC之類的電腦媒介溝通及如行動電話和PDA等無線通訊設備。p2p網絡及普適計算等方法論也改變了人們整合及分享知識的方式。
聰明行動族，相對於大眾的一般意思而言，是指一群因為其指數成長的網絡連結而表現得聰明或是有效率的團體。此一網絡能讓人們的資訊相連結，另外也允許其形成某一類型的社會協調。可相比擬的事物有如黏菌之類的例子。
聰明行動族興起的其中一個原因在於不斷成長的微處理器越來越低的成本，使得它們可以滲入整個社會之中－它們被使用在由盒子至衣服的每一件事物上。根據此一技術的使用方式，聰明行動族可能對這個社會有利或是有害。瑞格德警告一些此類技術的不當使用可能有導致類似喬治·歐威爾的一九八四書中所描繪的社會，或是被恐怖份子用在惡意的用途上。

## 例子
實際上，聰明行動族為群體智慧的一種實現。根據瑞格德所述，聰明行動族的例子有因反全球化而組織起來的街頭抗議。